# Estádio 11 de Novembro
Das Estádio 11 de Novembro (deutsch Stadion des 11. November) ist ein Fußballstadion mit Leichtathletikanlage in der angolanischen Kreis (Município) Talatona in der Provinz Luanda. Der Name bezieht sich auf den 11. November 1975, dem Unabhängigkeitsdatum Angolas von Portugal.

## Geschichte
Die Arena wurde anlässlich der Fußball-Afrikameisterschaft 2010 von der Shanghai Urban Construction Group Corporation errichtet und bietet 50.000 Zuschauern Platz. Am 27. Dezember 2009 wurde das Estádio 11 de Novembro eröffnet. Es gibt eine Präsidenten-Loge mit 120 Plätzen, VIP-Logen mit 2.080 Plätzen, eine Pressetribüne mit 200 Plätzen, 400 Behindertenplätze und Restaurants. Das Stadion verfügt auch über Parkmöglichkeiten für 3.000 PKWs und 80 Busse.

## Spiele der Fußball-Afrikameisterschaft 2010 in Luanda
Gruppenspiele:
- 10. Januar 2010:  Angola –  Mali 4:4 (2:0)
- 11. Januar 2010:  Malawi –  Algerien 3:0 (2:0)
- 14. Januar 2010:  Mali –  Algerien 0:1 (0:1)
- 14. Januar 2010:  Angola –  Malawi 2:0 (0:0)
- 18. Januar 2010:  Angola –  Algerien 0:0
- 19. Januar 2010:  Burkina Faso –  Ghana 0:1 (0:1)

Viertelfinale:
- 24. Januar 2010:  Angola –  Ghana 0:1 (0:1)

Halbfinale:
- 28. Januar 2010:  Ghana –  Nigeria 1:0 (1:0)

Finale:
- 31. Januar 2010:  Ghana –  Ägypten 0:1 (0:0)

## Galerie

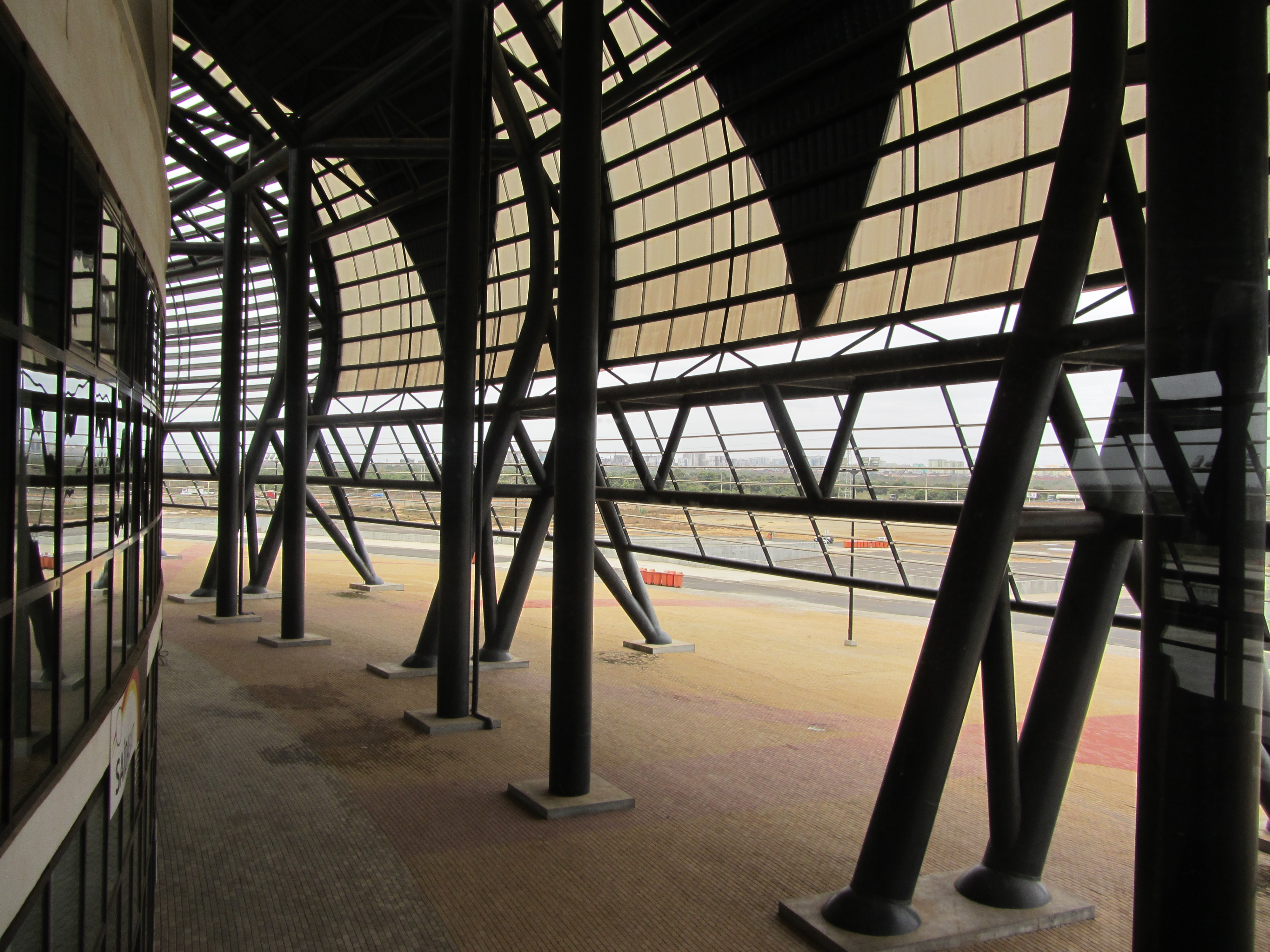
Blick auf die Stützen des Stadiondaches
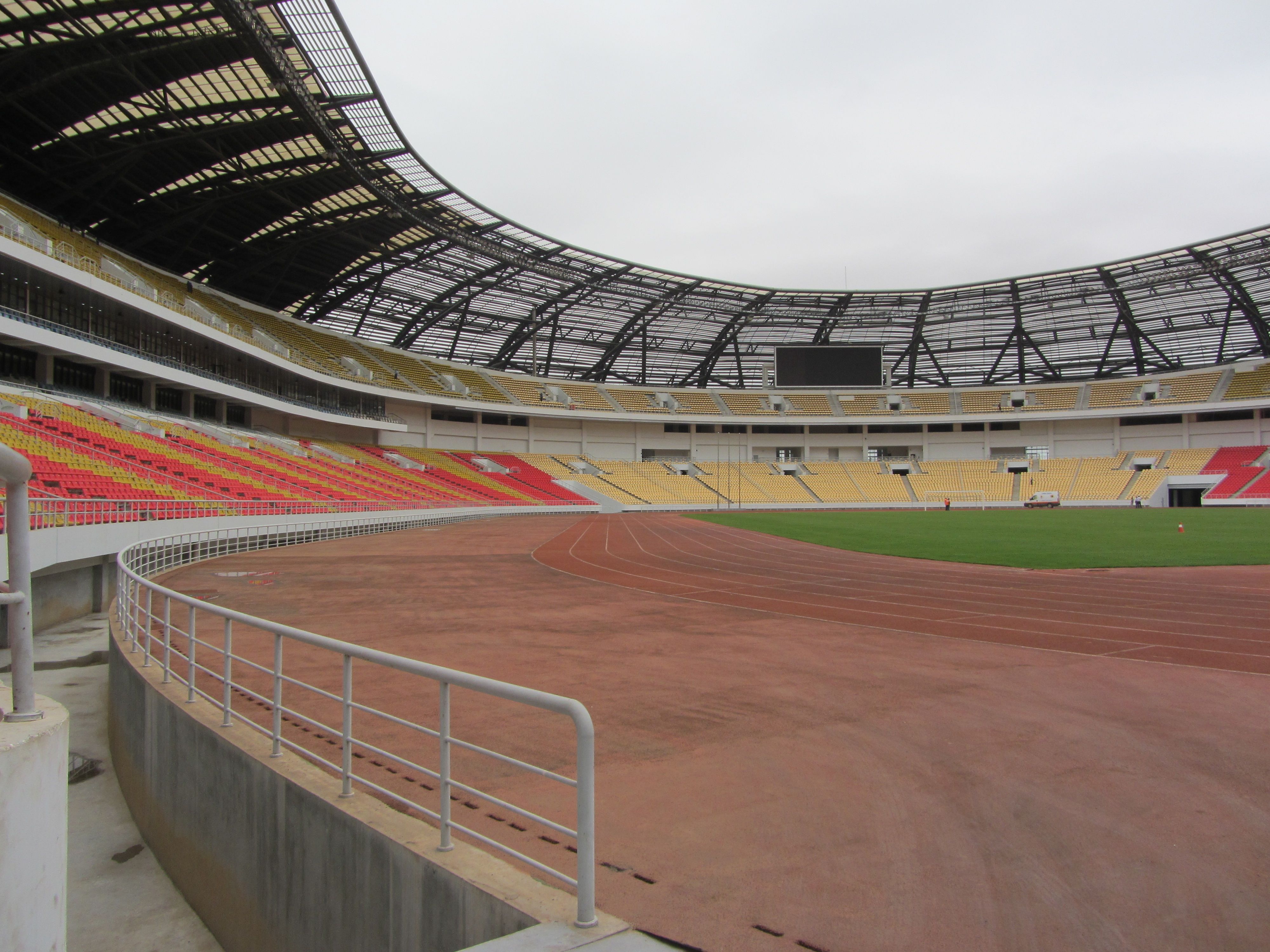
Blick in den Innenraum
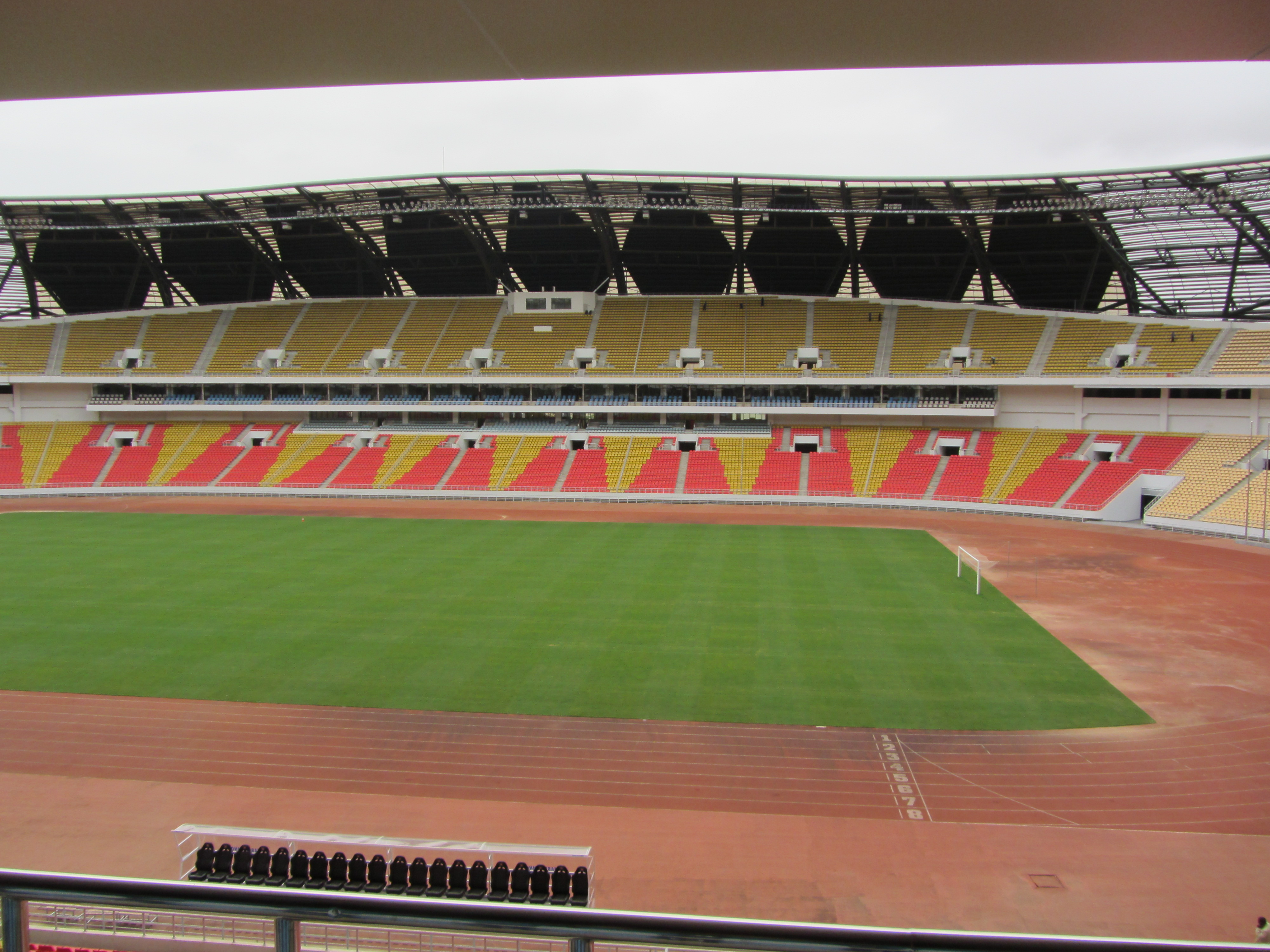
Die Gegengerade
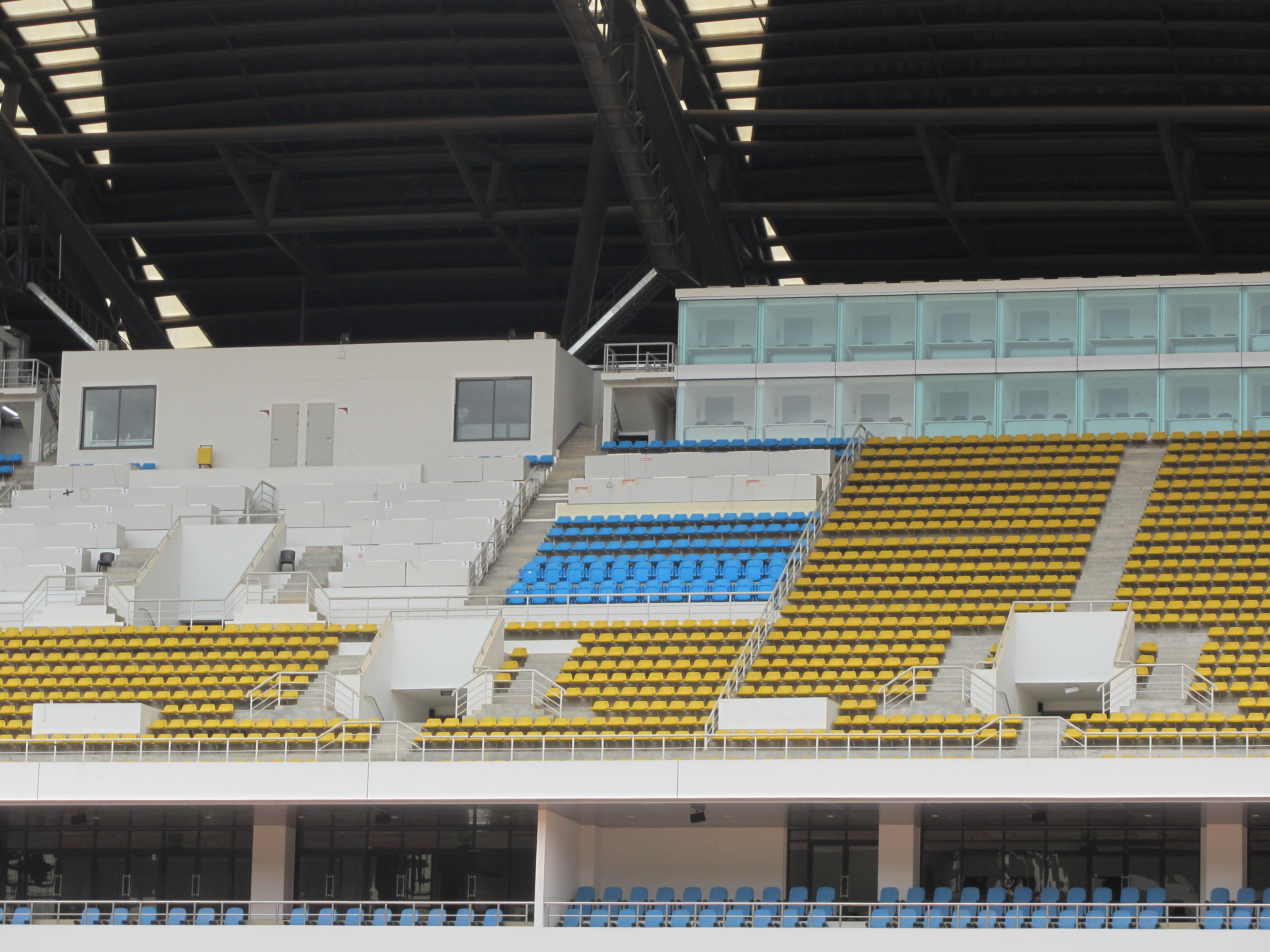
Die Pressetribüne
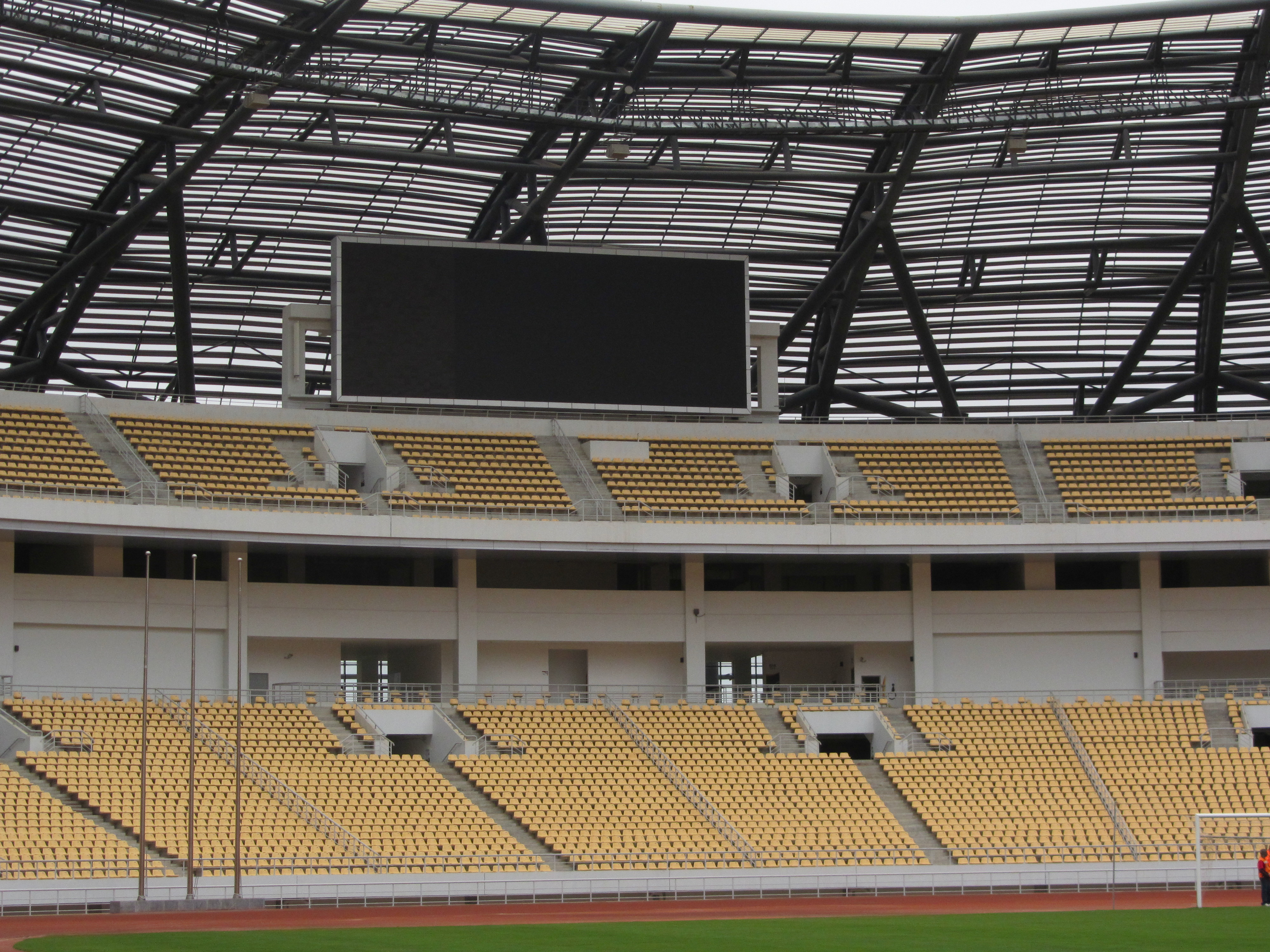
Die Videoanzeigetafel